# Langues macro-jê
Le groupe macro-jê (également orthographié macro-ge, macro-gê ou macro-je) est une famille de langues hypothétique qui comprend 32 langues d'Amérique du Sud, principalement du Brésil et pour l'une d'elles de Bolivie (chiquitano). La famille jê-kaingang est la plus importante de ce groupe.
Parmi les plus parlées :
- le chiquitano (6 000 à 60 000 locuteurs selon les évaluations) ;
- le kaingáng (18 000 locuteurs en 1989) ;
- le kayapó (4 000 locuteurs en 1994) ;
- le xavánte (10 000 locuteurs en 2000).

De nombreuses langues de cette famille sont éteintes ou en voie d'extinction, comme l'otí (langue éteinte de l'État de São Paulo, au Brésil).

## Classification interne

### Liste des langues
Le macro-jê reste une hypothèse dont les contours exacts restent difficiles à définir. Les langues incluses le plus souvent dans cette famille sont les suivantes :
- Langues jê
  - Langues jê du Sud
    - kaingang, xokleng, ingain

  - Langues jê d'Amazonie
    - Langues jê du Nord
      - panará, suyá, kayapo, apinajé, timbira

    - Langues jê centrales
      - xavánte, xerénte, akroá-mirim, xakriabá
- langues kamakã
  - kamakã, menién (en), kotoxó et le mongoyó, masakará (en)
- maxakalí
- Krenak (en)
- purí (en)
- ofayé (en)
- rikbaktsa
- boróro (en)
- carajá (en)
- karirí (en)
- Langues jabuti
  - djeoromitxí (en), arikapú
- yatê
- guató
- chiquitano
- otí

### Validité du macro-jê
Selon Rivail Ribeiro et van der Voort, le macro-jê reste une hypothèse et ne peut être vu comme une famille de langues clairement établie. L'un des principaux problèmes est l'inclusion ou non de tel groupe de langues à l'intérieur du macro-jê. L'inclusion du guató et de l'otí s'appuie sur des éléments peu probants. À l'inverse, des travaux récents montrent la possible inclusion du chiquitano qui pourtant ne fait pas l'unanimité.